# دوتور ریکاردو
دوتور ریکاردو (به پرتغالی: Doutor Ricardo) یک منطقهٔ مسکونی در برزیل است که در ریو گرانده جنوبی واقع شده‌است. دوتور ریکاردو ۱٬۹۷۵ نفر جمعیت دارد.